# 클로저 (프로게이머)
클로저(본명: 이주현, 2003년 7월 27일~)는 대한민국의 리그 오브 레전드 프로게이머로 아이디는 Clozer이다. 포지션은 미드이다. 현재 OK저축은행 브리온 소속이다.

## 선수 생활
2020년 6월, T1의 1군팀으로 콜업되면서 프로 커리어를 시작했다. 나이 제한을 넘은 이후 주전이었던 페이커를 대신해 출전을 하기 시작했다. 서머 시즌 괜찮은 모습을 보여주면서 팀의 포스트시즌 진출에 기여했다.
2021 스프링 시즌에도 페이커와 번갈아가면서 출전했다. 하지만 팀은 스프링 시즌 동안 여러 선수를 쓰는 돌림판 운영으로 지적을 받았으며 페이커보다 좋지 못한 모습을 보이자 페이커에게 주전 자리를 헌납했다. 서머 시즌에서는 페이커가 주전으로 활동하면서 출전하지 못했다.
2022시즌을 앞두고 리브 샌드박스에 입단했다.
2024시즌을 앞두고 리브 샌드박스와 재계약을 체결했다. 이후 팀에서 퇴단했다.
2025시즌을 앞두고 OK저축은행 브리온에 입단했다.

## 소속팀
| # | 팀명              | 소속 기간               | 소속 리그 | 비고 |
| - | ----------------- | ----------------------- | --------- | ---- |
| 1 | T1                | 2020.06.04 ~ 2021.11.16 | LCK       |      |
| 2 | 리브 샌드박스     | 2021.11.16 ~ 2024.11.19 | LCK       |      |
| 2 | OK저축은행 브리온 | 2024.11.20 ~            | LCK       |      |